# Christina Smolke
Christina Smolke, née en 1975, est une biologiste de synthèse américaine dont les principales recherches ont porté sur l'utilisation de levures pour produire des opioïdes à usage médical. Elle est professeure titulaire de bioingénierie et de génie chimique à l'université Stanford. Elle est la rédactrice du manuel The Metabolic Pathway engineering Handbook (2010). Elle est membre du comité consultatif de la revue mensuelle Integrative Biology .

## Recherche en biologie
Christina Smolke avec l'équipe de son laboratoire de l'Université de Stanford a créé une enzyme synthétique qui convertit la réticuline, un élément clé des opioïdes,. Le processus ajoute cinq gènes provenant de deux organismes différents aux cellules de levure. Trois de ces gènes proviennent du pavot et les autres d'une bactérie qui vit sur les tiges de la plante. Cela lui a permis de créer le premier stupéfiant utilisant la biologie de synthèse,.
Elle a également travaillé sur les cellules cancéreuses avec Maung Nyan Win, concevant des molécules à partir d'ARN qui peuvent identifier des biomarqueurs à l'état cellulaire dans des cellules malades. Ces molécules pourraient agir comme des dispositifs de calcul au sein de la cellule, détecter leur état et déterminer s'il faut ou non effectuer une action particulière. Elles sont potentiellement utilisables dans des systèmes d'administration de médicaments « intelligents », pour garantir que les cellules saines ne seront pas affectées par les traitements. Des applications potentielles sont à l'étude au City of Hope Cancer Center,,.

## Prix et distinctions
- Prix SynBioBeta pour «La nouvelle start-up de biologie synthétique la plus prometteuse», 1er prix annuel de génie biologique (2015) [12]
- National Institutes of Health Director's Pioneer Award (2012) [13],[14]
- Prix mondial de la technologie en biotechnologie décerné par le World Technology Network (2009)[15]
- Membre de la Fondation Alfred P. Sloan, Fondation Alfred P. Sloan (2008) [16]
- Prix CAREER de la National Science Foundation, National Science Foundation (2006)[17]
- Prix Beckman du jeune chercheur, Fondation Arnold et Mabel Beckman (2005)[18],[19],[3]
- 35 Innovators Under 35, MIT Technology Review (2004) [20]

## Sélection de publications
- Metabolic Pathway Engineering Handbook (2 volumes), CRC Press. 2009.  (ISBN 978-0849339233)
- Stéphanie Galanie, Kate Thodey, Isis J. Trenchard2, Maria Filsinger Interrante, Christina D. Smolke. « Biosynthèse complète des opioïdes dans la levure ». Science 4 septembre 2015: Vol. 349 no. 6252 pp.   1095-1100 DOI: DOI 10.1126 / science.aac9373
- Win et Smolke, « Higher-order cellular information processing with synthetic RNA devices », Science, vol. 322, no 5900,‎ 2008, p. 456–460 (PMID 18927397, PMCID 2805114, DOI 10.1126/science.1160311, Bibcode 2008Sci...322..456W)
- Pfleger et al., « Combinatorial engineering of intergenic regions in operons tunes expression of multiple genes », Nature Biotechnology, vol. 24, no 8,‎ 2006, p. 1027–1032 (PMID 16845378, DOI 10.1038/nbt1226)
- Bayer et Smolke, « Programmable ligand-controlled riboregulators of eukaryotic gene expression », Nature Biotechnology, vol. 23, no 3,‎ 2005, p. 337–343 (PMID 15723047, DOI 10.1038/nbt1069)
- Win et Smolke, « A modular and extensible RNA-based gene-regulatory platform for engineering cellular function », Proceedings of the National Academy of Sciences, vol. 104, no 36,‎ 2007, p. 14283–14288 (PMID 17709748, PMCID 1964840, DOI 10.1073/pnas.0703961104)

## Vie privée
Elle est mariée avec le biologiste de synthèse Drew Endy.